# Sievert-Kammer
Die Sievert-Kammer ist ein Instrument zur Messung der Dosisleistung durch ionisierende Strahlung, erfunden 1929 vom schwedischen Physiker Rolf M. Sievert.

## Aufbau und Funktion
Der Aufbau entspricht dem einer Ionisationskammer. Die Sievert-Kammer besteht aus einer Hohlkugel aus Metall, in deren Zentrum sich eine weitere Metallkugel befindet, die durch Isolatoren (zum Beispiel aus Bernstein) fixiert wird (kann auch zylinderförmig angeordnet sein). Die Anordnung bildet also einen Kondensator. Durch eine Öffnung in der äußeren Kugel kann ein elektrisches Potenzial angelegt werden; der Zwischenraum ist mit Luft oder einem anderen geeigneten Gas gefüllt. Der Verschlussstab der Öffnung dient im Allgemeinen auch als Halterung.
Wird die Kammer Strahlung ausgesetzt, werden die Gasmoleküle der Atmosphäre im Zwischenraum ionisiert, so dass diese in geringem Ausmaß leitfähig wird. Dadurch nimmt bei der aufgeladenen Kammer das Potenzial zwischen innerer und äußerer Kugel ab. Diese Abnahme kann gemessen und daraus die empfangene Strahlendosis errechnet werden.

## Vorteile
Die Kammer kann eine längere Strecke und Zeit transportiert werden, ohne das Messergebnis zu verfälschen. Sie lässt sich durch Neuladung wiederverwenden, die bereits erhaltene Dosis kann bei entsprechender Bauweise auch während der Messung laufend abgelesen werden. Da sie relativ einfach aufgebaut ist und zudem wenige Millimeter klein sein kann, eignet sie sich als Dosimeter („Füllhalterdosimeter“) für verschiedenste Anwendungen.